# Videoton (bedrijf)

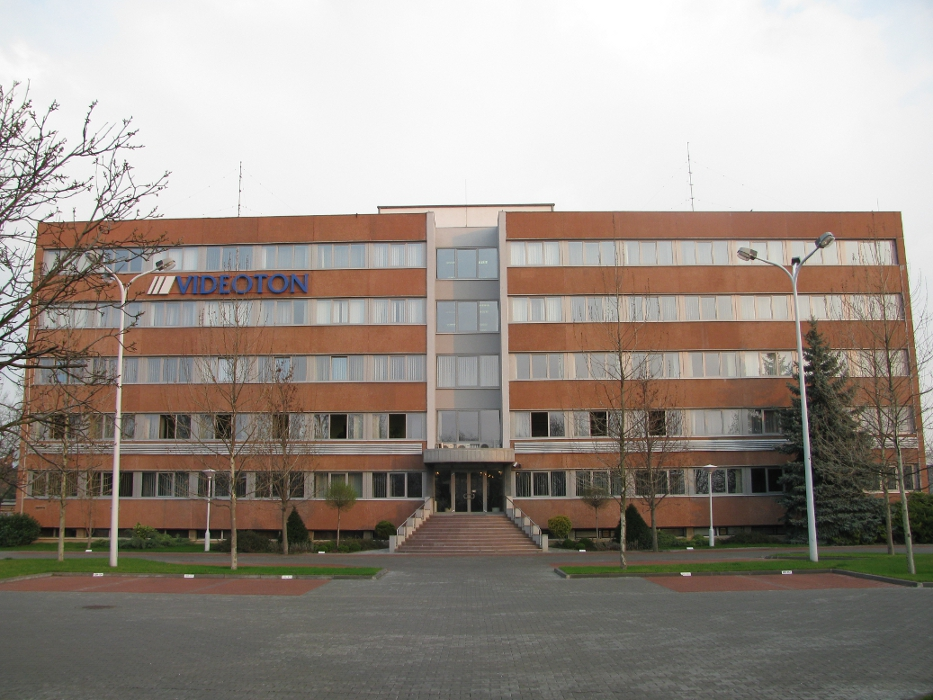
Het hoofdkantoor in Székesfehérvár

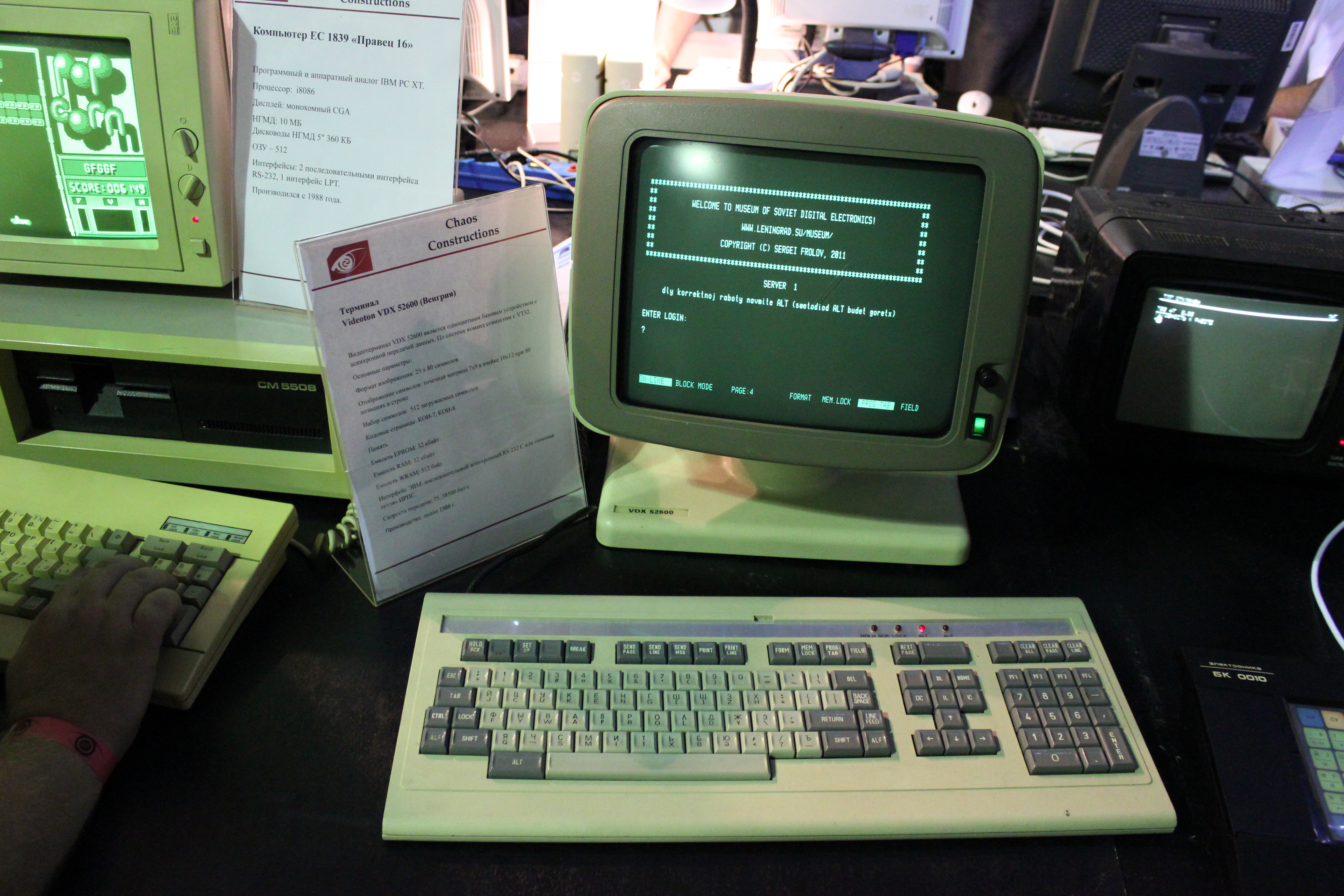
Een Videoton computer in de jaren 80

Videoton is een Hongaarse elektronicaproducent die zijn hoofdvestiging heeft in de stad Székesfehérvár
Videoton werd in 1938 opgericht als staatsbedrijf dat zich bezighield met consumentenelektronica en elektronische defensieproducten.
Tussen 1955 en 1991 was het bedrijf in Oost-Europa bekend om haar radio´s, luidsprekers, televisies en computers.
In 1991 werd het bedrijf geprivatiseerd en stopte het met het produceren van producten onder eigen naam.
Tegenwoordig is Videoton een van de 10 grootste producenten van elektronica in de Europese Unie
en heeft het bedrijf naast Hongarije ook productievestigingen in Bulgarije en Oekraïne. Bij Videoton en haar 25 dochterbedrijven werken 7600 medewerkers.

## Geschiedenis
- 1938: Oprichting van Videoton.
- 1955-1991: Het staatsbedrijf ontwikkelt, produceert en verkoopt producten onder eigen naar in de consumentenelektronica en militaire elektronica
- 1991: Start privatisering
- 1992: Reorganisatie van Videoton. Invoering van Subcontracting- activiteiten
- 1996: Privatisering is afgerond
- 1995-1997: Acquisitie van verschillende bedrijven in Hongarije, er zijn nu fabrieken in in Kaposvár, Jászberény, Törökszentmiklós, Kunhegyes, Salgótarján.
- 1999: Aankoop van DZU AD in Stara Zagora, Bulgarije.
- 1999: Eerste High-Tech Venture Capital Investering.
- 2002: Het grootste EMS-bedrijf in Midden- en Oost-Europa, in TOP 30 wereldwijd, Top 10 in EU.
- 2007: Eerste Investeringen in Healthcare Projekten.
- 2009: Nieuwe productielocatie in Oekraïne (Mukachevo).
- 2010: Aankoop STS Group in Győr (duurzame energiesector).

Tot de privatisering in de jaren '90 had de onderneming meerdere namen:
- 1938-1945: Vadásztöltény, Csappantyú, Gyutacs és Fémáru Rt.
- 1945-1960: Vadásztölténygyár (VT Gyár) (Jachtmunitie-fabriek)
- 1961-1967: Villamossági Televízió és Rádiókészülékek Gyára (VTRGy) (Fabriek voor elektronische, televisie- en radioapparaten)
- 1967-1980: VIDEOTON Rádió és Televíziógyár (VIDEOTON Radio- en Televisiefabriek)
- 1980-1990: Videoton Elektronikai Vállalat (Videoton Elektronicabedrijf)